# Норт Спирфиш (Јужна Дакота)
Норт Спирфиш (енгл. North Spearfish) насељено је место без административног статуса у америчкој савезној држави Јужна Дакота.

## Демографија
По попису из 2010. године број становника је 2.221, што је 85 (-3,7%) становника мање него 2000. године.
| Група             | 2000.         | 2010.         |
| Белци             | 2.214 (96,0%) | 2.038 (91,8%) |
| Афроамериканци    | 2 (0,1%)      | 3 (0,1%)      |
| Азијати           | 4 (0,2%)      | 7 (0,3%)      |
| Хиспаноамериканци | 27 (1,2%)     | 68 (3,1%)     |
| Укупно            | 2.306         | 2.221         |